# Вулиця Савушкіна (Санкт-Петербург)
Ву́лиця Са́вушкіна (рос. улица Савушкина) — вулиця у  Приморському районі Санкт-Петербурга. Проходить від вулиці Академіка Крилова, через Нове та Старе села, паралельно Приморському проспекту, до Приморського шосе.

## Офіс тролів
Із жовтня 2014 року на вулицю Савушкіна, 55, у 4-поверхову будівлю, переселили близько 250 співробітників бази, призначеної для здійснення тролінгу в інтернеті задля забезпечення виконання російської пропаганди. До того база була розташована в Ольгиному Приморського району Санкт-Петербурга.